# Rozewie
Rozewie est un village de Pologne dans la Voïvodie de Poméranie.
A proximité se trouve le cap Rozewie qui est le point le plus au nord de la Pologne. On y trouve un phare et une réserve naturelle.